# Ljeskovica (Drvar)
Pour les articles homonymes, voir Ljeskovica.
Ljeskovica (en serbe cyrillique : Љесковица) est un village de Bosnie-Herzégovine. Il est situé dans la municipalité de Drvar, dans le canton 10 et dans la fédération de Bosnie-et-Herzégovine. Selon les premiers résultats du recensement bosnien de 2013, il compte 46 habitants.

## Démographie

### Évolution historique de la population
| 1948 | 1953 | 1961 | 1971 | 1981 | 1991 | 2013 |
| ---- | ---- | ---- | ---- | ---- | ---- | ---- |
| -    | -    | 261  | 171  | 134  | 79   | 46   |

|  |

### Répartition de la population par nationalités (1991)
En 1991, les 79 habitants du village étaient tous serbes.